# Chokri Belaid
Chokri Belaid (tiếng Ả Rập: شكري بلعيد IPA: [Shukrī Belaʿīd];(26 tháng 11 năm 1964-6 tháng 2 năm 2013) là một luật sư và chính khách của Tunisia. Ông là lãnh tụ đối lập của nhóm thế tục cánh tả Phong trào những người yêu nước dân chủ. Ngày 6 tháng 2 năm 2013, ông bị ám sát, khiến nhiều người biểu tình phản đối, và đòi bầu cử lại.

## Tiểu sử
Belaid sinh ngày 26 tháng 11 năm 1964 tại một ngôi làng gần thị trấn Djebel Jelloud ở Tunisia. Ông từng là luật sư và cũng là một trong những người thuộc nhóm đứng ra biện hộ cho cựu tổng thống Iraq Saddam Hussein trong phiên tòa xét xử ông vì những tội ác chống lại nhân loại Belaid đã lên tiếng chống lại một chiến dịch đàn áp thợ mỏ năm 2008, và là một nhà phê bình chính trị nổi tiếng của Tunisia. Belaid cũng là một nhà thơ, một bài thơ của ông dành riêng cho Muruwa Hussein, một nhà trí thức nước Liban, người đã bị ám sát bởi những người Hồi giáo quá khích vào cuối thập niên 1990. Belaid đã kết hôn và có hai người con gái , cả gia đình sống trong một căn hộ thuê.